# Bohuňov (ort i Tjeckien, Pardubice)
Bohuňov är en ort i Tjeckien.   Den ligger i regionen Pardubice, i den östra delen av landet, 160 km öster om huvudstaden Prag. Bohuňov ligger 404 meter över havet och antalet invånare är 184.
Terrängen runt Bohuňov är kuperad åt sydost, men åt nordväst är den platt. Bohuňov ligger nere i en dal. Runt Bohuňov är det ganska tätbefolkat, med 120 invånare per kvadratkilometer. Närmaste större samhälle är Svitavy, 17,4 km norr om Bohuňov. I omgivningarna runt Bohuňov växer i huvudsak blandskog.